# Куллин 4B
Куллин 4B (англ. cullin-4B, CUL4B) — белок, кодируемый у человека геном CUL4B, расположенным  на Х-хромосоме. CUL4B имеет высокое сходство аминокислотных последовательностей с белком CUL4A, с которой он разделяет участие в некоторых функциях убиквитинлигазы E3. CUL4B в больших количествах экспрессируется в ядре и регулирует несколько важных процессов, включая ход клеточного цикла и неврологическое и плацентарное развитие у мышей. У человека CUL4B вовлечен в развитие Х-хромосомную интеллектуальную инвалидность, он часто мутирует при раке поджелудочной железы, а в небольшом количестве случаев — при различных видах рака легких. Вирусы, такие как ВИЧ, могут использовать белковые комплексы на основе CUL4B клетки-хозяина для развития вирусного патогенеза.

## Структура
CUL4B человека имеет длину в 913 аминокислот и имеет высокую степень совпадения последовательностей (84 %) с CUL4A, за исключением своей уникальной N-концевой области. Отличающийся N-конец CUL4B является неупорядоченным и в настоящее время непонятно, какими структурными и функциональными особенностями он обладает. CUL4B связывается с бета-пропеллером адаптерного белка DDB1, который взаимодействует с многочисленными DDB1-CUL4-ассоциированными факторами (англ. DDB1-CUL4-Associated Factors (DCAFs)). Это взаимодействие имеет решающее значение для рекрутирования субстратов для убиквитинлигазного комплекса. C-конец CUL4B взаимодействует с белком RBX1/ROC1 через их RING-домены. RBX1 является основным компонентом комплекса RING-куллин-убиквитинлигаза (CRL) и рекрутирует убиквитин-конъюгирующие ферменты E2. Таким образом, С-конец CUL4B вместе с RBX1 и активированными ферментами E2 составляют каталитическую сердцевину комплексов CRL4B. CUL4B, как и другие члены семейства куллинов, модифицируется путём ковалентного присоединения молекулы белка NEDD8 к высококонсервативному остатку лизина в С-концевой области. Эта модификация (неддилирование), по-видимому, вызывает конформационные изменения, которые увеличивают гибкость в RING-домене куллина и усиливают активность убиквитинлигазы.

## Функции

### Регулирование клеточного цикла
Комплексы убиквитинлигазы E3 на основе CUL4B часто перекрываются по функциям с комплексами на основе CUL4A. Оба комплекса CRL4 используют Cdt2 и фактор процессивности ДНК-полимеразы PCNA для индуцирования убиквитинирования и деградации фактора разрешения репликации Cdt1 и ингибитора циклин-зависимой киназы р21 протеасомно-зависимым образом. В результате комплексы CRL4 способны контролировать начало репликации ДНК и прогрессирование клеточного цикла.

### Эмбриональное развитие млекопитающих
Потеря CUIL4B у мышей вызывает гибель эмбрионов и дефекты в плацентарном развитии. Внеэмбриональные ткани этих развивающихся мышей также показали повышенные показатели апоптоза и уменьшение клеточной пролиферации. Когда удаление CUL4B было ограничено эпибластом (то есть только SOX2-экспрессирующей тканью), то могли рождаться живые мыши.
Мыши, которые не экспрессируют CUL4B в ткани эпибласта, демонстрируют нормальную морфологию мозга, но для них характерно уменьшение количества парвальбумино (PV)-положительных ГАМКергических интернейронов — в частности, в зубчатой извилине. У этих мышей некоторые особенности дендритов нейронов гиппокампа, которые могут объяснить наблюдаемое увеличение склонности к эпилепсии и дефектов пространственного обучения, были связаны с потерей CUL4B. Эти фенотипы напоминали черты пациентов с Х-хромосомной интеллектуальной инвалидностью (см ниже).

## Клиническое значение

### Нервная система
Мутации с потерей функции CUL4B впервые были описаны у многочисленных пациентов с Х-хромосомной интеллектуальной инвалидностью, которые характеризуются вспышками агрессии, судорогами, относительной макроцефалией, ожирением, гипогонадизмом, полой стопой и тремором. Мутации CUL4B  были также связаны с пороками развития коры больших полушарий.

### Вирусный патогенез
После того как ВИЧ заражает клетку, вирус «перехватывает» либо комплекс CUL4B-DDB1, либо комплекс CUL4A-DDB1 по одинаковому механизму. Белки ВИЧ, такие как Vpr и Vpx, связываются с VPRBP (DDB1-связывающий рецептор) и вызывают убиквитинирование и деградацию SAMHD1 и UNG2, содействуя вирусной репликации. Эти белки не разрушаются комплексами CRL4 в отсутствие вируса.

### Рак
По данным The Cancer Genome Atlas, ген CUL4B мутирует в 21% случаев карциномы поджелудочной железы с повторяющейся делецией в аминокислоте 143. CUL4B также мутирует в 3—5% случаев рака лёгких. Значимость этих наблюдаемых мутаций не была определена.

## Взаимодействия и субстраты
CUL4B человека напрямую взаимодействует с:
- RBX1[англ.][15],
- CAND1[англ.][16],
- DDB1[англ.][17] и
- COP9-сигналосома[англ.][18].

Комплекс CUL4B-DDB1-RBX1 человека способствует убиквитинированию:
- Cdt1[англ.][5][19],
- р21[6][20],
- SAMHD1[англ.] † [13] и
- UNG2[англ.] † [13].

† белок — субстрат CRL4B, когда этот комплекс управляется вирусом.